# Lénora Guion-Firmin
Lénora Guion-Firmin, francoska atletinja, * 14. september 1990, La Trinité, Martinik, Francija.
Ni nastopila na poletnih olimpijskih igrah. Na svetovnih prvenstvih je osvojila bronasto medaljo v štafeti 4x400 m leta 2013, na evropskih prvenstvih pa srebrno medaljo leta 2012.